# Elvira López
Elvira López Morales (Concepción, Biobío, 13 de septiembre de 1966) es una actriz chilena, de teatro, cine y televisión.

## Biografía
Debutó en la exitosa teleserie de Canal 13 Fácil de amar realizando un pequeño rol, después emigro a TVN en la teleserie Ámame, que tuvo gran éxito en Chile, donde encarnaba a la dulce "Carmencita", hermana del "J" (Carlos Concha) y amiga de "Daniela" (Ángela Contreras). Más tarde, siempre en el canal estatal, desempeñó numerosos papeles en teleseries nacionales, como Rojo y Miel, Rompecorazón, entre otras.
Tras estas actuaciones, decide abandonar las pantallas por adicción a la drogas.
Elvira vuelve en gloria y majestad para la exitosa teleserie de Canal 13 Machos, donde interpretó a la hija perdida de la familia "Mercader". Tras el retorno, se le sigue viendo en pantalla en teleseries fallida Hippie, la exitosa Brujas y participaciones especiales en Disparejas, Alguien te mira y Fortunato estas 2 últimas en el año 2007.
En 2009 aparece en la teleserie de Canal 13; Cuenta conmigo donde interpreta a Ximena, la mejor amiga de Anita, interpretada por Carolina Arregui.

## Filmografía

### Cine
- Los agentes de la KGB también se enamoran (1992) Romina
- Takilleitor (1997)
- Che Kopete, la película - Dolores Dupont (2007)

## Televisión
| Año  | Título          | Papel              | Canal               | Ref.  |
| ---- | --------------- | ------------------ | ------------------- | ----- |
| 1990 | ¿Te conté?      | Marcela Fuentes    | Canal 13            |       |
| 1992 | Fácil de amar   | Juana              | Canal 13            |       |
| 1993 | Ámame           | Carmen Carvallo    | Televisión Nacional | [ 5 ] |
| 1994 | Rompecorazón    | María Paz Sullivan | Televisión Nacional |       |
| 1994 | Rojo y miel     | Loreto Bernhardt   | Televisión Nacional |       |
| 2003 | Machos          | Alicia Mercader    | Canal 13            | [ 6 ] |
| 2004 | Hippie          | Beatriz Morgan     | Canal 13            |       |
| 2005 | Brujas          | Candelaria Pérez   | Canal 13            | [ 7 ] |
| 2006 | Disparejas      | Ángela Lazo        | Televisión Nacional |       |
| 2006 | Alguien te mira | Blanca Gordon      | Televisión Nacional | [ 8 ] |
| 2007 | Fortunato       | Ester Cuevas       | Mega                | [ 9 ] |
| 2009 | Cuenta conmigo  | Ximena Ulloa       | Canal 13            |       |
| 2011 | Decibel 110     | Eugenia Ripamonti  | Mega                |       |

| Año  | Título           | Papel           | Canal | Ref. |
| ---- | ---------------- | --------------- | ----- | ---- |
| 2007 | Mi primera vez   | Fernanda        | TVN   |      |
| 2007 | Casado con Hijos | Marlen Olivares | Mega  |      |